# الراتخة (ردمان)

تعديل مصدري - تعديل

الراتخة هي إحدى قرى عزلة ال بقش بمديرية ردمان التابعة لمحافظة البيضاء، بلغ تعداد سكانها 297 نسمة حسب تعداد اليمن لعام 2004.